# موهو (نرم‌افزار)
نرم‌افزار موهو (به انگلیسی: Moho) (با نام پیشین Anime Studio) یک نرم‌افزار انیمیشن سازی دو بعدی مبتنی بر گرافیک برداری اختصاصی است که توسط شرکت Lost Marble LLC توسعه یافته است.
این نرم‌افزار در دو نسخه Moho Pro و Moho Debut عرضه می‌شود که نسخه Debut محدودیت‌هایی دارد.

## قابلیت‌های موهو
- طراحی برداری
- استخوان‌گذاری (ریگ‌بندی)
- حرکت دادن (انیمیت)